# Lochetica agonia
Lochetica agonia är en stekelart som beskrevs av Henry Keith Townes, Jr. 1983. Lochetica agonia ingår i släktet Lochetica och familjen brokparasitsteklar. Inga underarter finns listade i Catalogue of Life.